# Marrakech-Tensift-Al Haouz
Marrakech-Tensift-Al Haouz, était une ancienne région marocaine , et l'une des seize régions du Maroc avant le découpage territorial de 2015. 
Celui-ci réduit le nombre de régions de seize à douze et institue la nouvelle région de Marrakech-Safi qui regroupe l'ancienne région de Marrakech-Tensift-Al Haouz ainsi que les provinces de safi et de Youssoufia, de l'ancienne région de Doukkala-Abda, et dont le chef-lieu reste Marrakech.

## Histoire
La région de Marrakech-Tensift-Al Haouz fut créée en 1997  et dissoute en 2015.

## Géographie
Géographiquement, la région était limitée au Nord par les régions de Chaouia-Ourdigha et Doukkala-Abda, à l'Ouest par l'océan Atlantique, à l'Est par la région de Tadla-Azilal et au Sud par la chaine montagneuse du Haut Atlas (région Souss-Massa-Draâ) .
Elle se trouve au centre du pays, et englobe une partie du Haut Atlas. Sa superficie était de 31 160 km², ce qui représente 4,5 % du territoire national, pour une population de 3 576 643 habitants.

## Administration
La région comprenait une préfecture et cinq provinces : 
- la préfecture de Marrakech ;
- la province d'Al Haouz ;
- la province de Chichaoua ;
- la province d'El Kelâa des Sraghna ;
- la province d'Essaouira ;
- la province de Rehamna.

Ces terres sont constituées de 16 Cercles englobant 216 communes (198 communes rurales et 18 communes urbaines) soit à peu près 14 % de l'ensemble des communes à l'échelon national.

## Démographie
En 1994, la population de cette région était de 2 724 204 habitants soit 10 % de la population nationale, avec une densité démographique de 85 habitants au km² contre 36,6 habitants par km² pour l'ensemble du pays. En 1997, la population de cette région était estimée à 2 832 000 habitants dont 36,8 % de population urbaine .
| 2 724 204                                               | 3 102 652 | 3 310 994 |
| 1994, 2004 : recensement officiel ; 2007 : calculation. |           |           |